# The Game of Robot
The Game of Robot (offizielle Schreibweise auch The Game of ROBOT), oft einfach nur Robot genannt, ist eine deutschsprachige Computerspiel-Reihe, in der die Spielfigur zahlreiche Abenteuer erlebt, Rätsel löst und Gefahren meistert. Sie wurde von TOM Productions entwickelt, dessen Sitz in Karben (Hessen) lag. Im Wesentlichen lässt sie sich in das Action-Adventure-Genre einordnen, enthält aber außerdem viele Denkspiel-Elemente. Zu den größten Besonderheiten der Spiele gehört der nicht lineare Spielverlauf. Die erste Episode für MS-DOS wurde im Dezember 1988 veröffentlicht.

## Geschichte

### 1983–1988
Die ursprüngliche Idee für The Game of Robot stammt von Christian Männchen (* 1964). 1983 hatte er eine erste auf ASCII-Grafik basierende spielbare Version auf 6502-Rechnern als Geschenk für Andreas Tofahrn (* 1965) entwickelt. Beide hatten sich während ihrer Schulzeit in der Oberstufe an der Ernst-Reuter-Schule in Frankfurt am Main kennengelernt. In den Folgejahren wurde das Spiel von Andreas Tofahrn auf die Systeme Unix und MS-DOS portiert. Nach 1986 entwickelten Christian Männchen und Andreas Tofahrn die eigentliche erste Episode, die weitaus komplexer ist und außerdem im Gegensatz zur Urversion über eigenständige grafische Darstellung und deutsche Sprache verfügt, was in den Nachfolgeepisoden weitergeführt wurde. Während Christian Männchen vor allem am grafischen und akustischen Design arbeitete, lag die hauptsächliche Tätigkeit von Andreas Tofahrn in der Programmierung und Dokumentation.
Die erste Episode entstand als Hobbyprojekt und war ursprünglich nicht als kommerzielles Produkt geplant. Während der Spielentwicklung entstand auch der Name TOM Productions, wobei „TOM“ aus „Tofahrn“ und „Männchen“ gebildet wurde. In Zusammenhang mit dem immer stärkeren Aufkommen von Shareware in Deutschland sah man eine Möglichkeit zur Verbreitung des Spiels. So wurde die erste Episode im Dezember 1988 unter dem Namen The Game of Robot: Die Verließe [sic!] des Schulzasar für MS-DOS als Shareware veröffentlicht. Der Shareware-bedingte Schlüsselzahlmechanismus war ursprünglich ausschließlich zur Kundenverwaltung gedacht, verhinderte aber gleichzeitig eine illegale Verbreitung von Schlüsselzahlen, da diese rechnerabhängig waren.

### 1989–1991
Das Spiel erreichte eine für die Autoren überraschend starke Verbreitung. Die boeder AG nominierte The Game of Robot zur Spiele-Software des Jahres 1990, machte aber das Erscheinen einer neuen Version zur Voraussetzung. So wurde 1990 der erste Nachfolger mit dem Untertitel Das Labyrinth im Wald veröffentlicht. Er wurde auf der Cebit 1990 vorgestellt und die Autoren erhielten dafür von der boeder AG die Auszeichnung Public-Domain Autor des Jahres 1990.
Da sich die Bearbeitung von Kundenanfragen nicht mehr in der Freizeit bewältigen ließ, beschlossen die Entwickler, ein Gewerbe anzumelden. Sie gründeten eine GbR, deren voller Name A. Tofahrn, Ch. Männchen Software-Entwicklung und Beratung GbR lautete. 1991 bezog man ein Büro im hessischen Karben und konnte durch die Einstellung einiger Angestellter die Arbeit besser bewältigen. Der Name TOM Productions wurde als Warenzeichen eingetragen und war praktisch Synonym für die GbR. Er wird bis heute, auch nach Schließung des Unternehmens, noch weiterhin für die Spiele verwendet. Neben Spielen entwickelte die GbR u. a. auch im Kundenauftrag Programme für geschäftliche Zwecke.
1991 erschien eine kleine Version von Robot mit dem Untertitel Junior als Freeware. Diese konnte dank ihrer geringen Datengröße für damalige beiliegende Datenträger (in der Regel Disketten) von Magazinen verwendet werden.

### 1992–1996
Der bisherige Erfolg der Robot-Reihe veranlasste TOM Productions, 1992 eine weitere Episode zu veröffentlichen. Neben Christian Männchen und Andreas Tofahrn war erstmals auch Arne Schäfer an der Entwicklung beteiligt, welcher 1991 Angestellter von TOM Productions wurde. Dieser beteiligte sich insbesondere im Bereich der Musik und an der Geschichte des Spiels, wobei nun zum ersten Mal auch Hintergrundmusik für Robot verwendet wurde. Die dritte Episode Insel der heiligen Prüfung unterscheidet sich unter anderem von den Vorgängern hauptsächlich durch eine dichte und wesentlich durchdachtere Geschichte sowie die weitaus stärkere Interaktion mit anderen Figuren; bei den Fans wurde Robot III so zur beliebtesten Episode. Eine weitere Neuheit war die Engine, durch die die Spielgeschwindigkeit, im Gegensatz zu den Vorgängern, nicht mehr im Wesentlichen von der Leistung des Computers abhängt und sich auch während des Spielens durch Tastendruck zwischen neun verschiedenen Stufen ändern lässt.
Bereits ein Jahr später erschien, wieder unter prägender Mitarbeit Arne Schäfers, die bisher letzte Episode mit dem Untertitel Operation ExtraTax. Im selben Zeitraum wurden außerdem die zwei ersten Episoden sowie Junior neu aufgelegt. Als Basis diente hierbei die Engine von The Game of Robot III und IV, wodurch auch die früheren Episoden nicht mehr ausschließlich von der PC-Leistung abhängig waren. Wenig später führte TOM Productions einen neuen, bis heute verwendeten Schlüsselzahlmechanismus ein. Die neuen Schlüsselzahlen beziehen sich im Gegensatz zu ihren Vorgängern nicht auf den PC, sondern sind auf den Anwender selbst zugeschnitten, wodurch beispielsweise beim Kauf eines neuen Systems keine erneute Registrierung erforderlich ist.
Mit Robot IV konnte TOM Productions jedoch nicht mehr an den Erfolg der Vorgänger anknüpfen. Das Unternehmen entwickelte nach der Robot-Reihe noch weitere Spiele, wie das Strategiespiel PC-Bakterien! und das Breakout-ähnliche Spiel FlipOut. Auch diese brachten nicht den erwünschten Umsatz. Hauptsächlich wegen des schlagartigen Rückgangs an Registrierungen musste TOM Productions schließlich aufgelöst werden. 1994 wurde bereits das Büro aufgegeben, 1996 zog man einen endgültigen Schlussstrich und Andreas Tofahrn und Christian Männchen beendeten ihre bisherige Zusammenarbeit.

### Nach 1996
Nach der Auflösung von TOM Productions in der damaligen Konstellation gab es lange Zeit keine neuen Veröffentlichungen im Bereich von The Game of Robot. Bereits davor begann Andreas Tofahrn mit der Betreuung einer WWW-Präsenz von TOM Productions. Auch einige Fanseiten erschienen im Netz. Im Jahr 2002 gab Andreas Tofahrn in einem Interview mit dem Fanseiten-Betreiber Robert Schwortschik viele Details der Entstehungsgeschichte zu Robot preis und veröffentlichte die Game-of-Robot-Ur-Version für MS-DOS in einer an heutige PC-Geschwindigkeiten angepassten Form.
2003 begann Andreas Tofahrn mit der Portierung der Robot-Reihe nach Windows, was einen bis dato andauernden umfangreichen Beta-Test nach sich zog. Unter anderem zum Zweck der Dokumentation von Bugs eröffnete er zusammen mit Robert Schwortschik das bis heute bestehende Robot-Forum, um Robot-Spielern einen freien Informationsaustausch zu ermöglichen. 2003 wurde außerdem offiziell bekannt gegeben, dass sich ein Editor zum Erstellen eigener Robot-Abenteuer in Planung befindet, einen konkreten Termin für die Veröffentlichung gibt es jedoch bis heute nicht.
Im Jahr 2004 veröffentlichte Andreas Tofahrn auch die früheren Versionen der Episoden I, II sowie Junior mit aktuellem Schlüsselzahlmechanismus und mit einer an heutige Systeme angepassten Geschwindigkeit.

## Allgemeines Spielprinzip
Das Spielprinzip besteht darin, dass der Spieler, repräsentiert durch die Spielfigur, an einem Ort angelangt ist, ohne wirklich zu wissen, was ihn dort erwartet. Die Geschichte einer Episode gibt im Wesentlichen lediglich den Grund für die Reise, einige Hintergründe und einen Teil des Spielzieles an. Bis dieses jedoch erreicht werden kann, muss sich der Spieler mit den Funktionen zahlreicher Objekte vertraut machen, verschiedene Rätselaufgaben durchschauen und Gefahren ausweichen und bekämpfen. Letztere erscheinen häufig in Form von Robotern und wilder Tiere. Zu deren Bekämpfung sowie zur Meisterung der Aufgaben zum Erreichen des Spielzieles wird dem Spieler logisches Denken abverlangt. Gesammelte Gegenstände werden in einem Rucksack gelagert und können nach Bedarf sowohl benutzt, an beliebiger Stelle abgelegt, als auch bei Besitz bestimmter Hilfsmittel genauer angeschaut und verdoppelt werden. Die unterschiedlichen Funktionen der einzelnen Objekte müssen erst erkannt und effektiv miteinander verknüpft werden. Meistens gibt es mehrere Möglichkeiten, so dass der Spielverlauf nicht linear ist und sich daher sehr unterschiedliche Lösungswege ergeben; einen regulären gibt es nicht.
Die Spielwelt ist in viele Szenen (Räume) unterteilt. Oft müssen diese mehrmals erkundet werden, da es Passagen gibt, die vorher ohne den Besitz eines bestimmten Objektes nicht zugänglich sind. Durch den nicht linearen Spielverlauf ist bei dem Erkunden der Räume keine Reihenfolge vorgegeben. An vielen Stellen sind Hinweise versteckt, die den Spieler sowohl auf direkte als auch indirekte Weise wichtige Informationen liefern. In der vierten, insbesondere aber in der dritten Episode handelt es sich bei diesen häufig um Aufzeichnungen von Personen, die die jeweilige Spielwelt bereits erkundet haben und deren Inhalt ebenfalls oft indirekt wichtige Tipps für das Vorankommen enthält. Eine weitere Besonderheit ist, dass die Koordinaten nahezu aller Objekte gespeichert werden und der Spieler so die Spielwelt stark beeinflussen und bleibende Auswirkungen hinterlassen kann. Zum Erreichen des Spielzieles ist es auch nicht unbedingt erforderlich, alle Szenen zu erkunden, jedoch können so weitere nützliche Dinge und Hinweise gefunden werden, die dieses Unterfangen erleichtern.
Nach der ersten erschienenen Episode führen die drei ebenfalls sehr umfangreichen Nachfolger weitere Spielelemente ein. So spielt in der zweiten Episode unter anderem die Kommunikation mit anderen Personen eine weitaus größere Rolle. In der dritten Episode wird dies noch verstärkt, wozu der Spieler außerdem die fiktive Sprache Tamalaisch erlernt. Hier kann der Spieler erstmals auch viele Hintergründe zur Geschichte des Spieles erfahren. Dieses Element spielt ebenfalls in der bisher letzten Episode eine wichtige Rolle, wobei ein weiterer Schwerpunkt in der Verwaltung und effektiven Nutzung eines spielinternen Netzwerkes liegt.

## Chronologie
- 1983 The Game of Robot (Ur-Version) für 6502-Prozessor
- nach 1983 The Game of Robot (Ur-Version) für Unix
- 1986 The Game of Robot (Ur-Version) für MS-DOS
- 1988 The Game of Robot I: Die Verließe des Schulzasar für MS-DOS
- 1990 The Game of Robot II: Das Labyrinth im Wald für MS-DOS
- 1990 The Game of Robot Junior für MS-DOS
- 1992 The Game of Robot III: Insel der heiligen Prüfung für MS-DOS
- 1993 The Game of Robot IV: Operation ExtraTax für MS-DOS
- ca. 1993 Neuauflage von The Game of Robot I, II und Junior für MS-DOS
- 2002 Angepasste Version von The Game of Robot (Ur-Version) für MS-DOS
- 2003 Portierung der bisherigen fünf Episoden für Windows
- 2004 Angepasste Versionen der Original-Versionen von The Game of Robot I, II und Junior

Für die Episode The Game of Robot II: Das Labyrinth im Wald erhielten die Autoren von der boeder AG die Auszeichnung Public-Domain Autor des Jahres 1990. Der Titel ist etwas irreführend, denn die Entwicklungen von TOM Productions sind nicht gemeinfrei.